# Gary Beach
Gary Beach (* 10. Oktober 1947 in Alexandra, Virginia; † 17. Juli 2018 in Palm Springs, Kalifornien) war ein US-amerikanischer Musicaldarsteller und Schauspieler.

## Leben und Karriere
Im Laufe seiner Karriere war Beach bei Theater, Film und Fernsehen tätig. Seine wahrscheinlich bekannteste Rolle wurde die des extravaganten Filmregisseurs Roger DeBris, den er sowohl am Broadway in dem Musical  The Producers als auch in der darauf basierenden Verfilmung aus dem Jahr 2006 verkörperte. Für seine Darstellung wurde er 2001 mit dem Tony Award als bester Nebendarsteller in einem Musical ausgezeichnet. 
Beach lebte gemeinsam mit seinem Ehemann, dem Musicaldarsteller Jeffrey Barnett in Palm Springs. Beach verstarb im Alter von 70 Jahren an seinem Wohnort.

## Filmografie (Auswahl)
- 1984: Katie & Allie (Fernsehserie, 2x02)
- 1987: Cheers (Fernsehserie, 6x08)
- 1991: Rendezvous im Jenseits (Defending Your Life)
- 1992: Verführung – Dreimal anders (Seduction: Three Tales from the Inner Sanctum, Fernsehfilm)
- 1993: Mord ist ihr Hobby (Murder, She Wrote, Fernsehserie, Folge 9x15)
- 1993: Ein Strauß Töchter (Sisters, Fernsehserie, Folge 3x22)
- 1996: Nachtschicht mit John (The John Larroquette Show, Fernsehserie, 3 Folgen)
- 1999: Man of the Century
- 1999: Der Hotelboy (The Jamie Foxx Show, Fernsehserie, Fernsehserie, Folge 4x06)
- 2002: Queer as Folk (Fernsehserie, Folge 2x13)
- 2005: The Producers
- 2010: Family Guy (Zeichentrickserie, Folge 8x21, Stimme)

## Bühnenauftritte (Auswahl)
Am Broadway
- Annie (1977–1983)
- Die Schöne und das Biest (1994), Nominierung für den Tony-Award als bester Hauptdarsteller in einem Musical
- The Producers (2001), Tony-Award als bester Nebendarsteller in einem Musical
- Funny Girl (2002)
- Les Misérables (Neuproduktion) (2006–2008)
- La Cage aux Folles (Neuproduktion) (2004), Nominierung für den Tony-Award als bester Hauptdarsteller in einem Musical

Tourproduktionen in den USA
- Annie
- Die Schöne und das Biest
- Les Misérables